# Sini Vir, Șumen
Sini Vir (în bulgară Сини Вир) este un sat în comuna Kaolinovo, regiunea Șumen,  Bulgaria. 

## Demografie
Componența etnică a satului Sini Vir
     Turci (63,13%)
     Nicio identificare (25%)
     Bulgari (7,84%)
     Romi (4,01%)
La recensământul din 2011, populația satului Sini Vir era de 548 locuitori. Din punct de vedere etnic, majoritatea locuitorilor (63,13%) erau turci, existând și minorități de bulgari (7,84%) și romi (4,01%). Pentru 25% din locuitori nu este cunoscută apartenența etnică.